# Racketjärnarna (Älvsby socken, Norrbotten, 728814-172050)
Racketjärnarna är en sjö i Älvsbyns kommun i Norrbotten och ingår i Piteälvens huvudavrinningsområde. Racketjärnarna ligger i Piteälven Natura 2000-område.